# 더 더블리너스
더 더블리너스(The Dubliners)는 1962년에 조직된 아일랜드의 포크 음악 그룹이다. 1962년에 더블린에 있는 '오도너휴 펍(O'Donoghue's Pub)'이라는 이름의 술집을 같이 자주 드나들던 로니 드루(Ronnie Drew, 1934~2008), 키어런 버크(Ciaron Bourke, 1935~1988), 루크 켈리(Luke Kelly, 1940~1984), 바니 매케나(Barney McKenna, 1939~2012) 네 사람으로 조직되었다. 그룹명은 처음에 '로니 드루 발라드 그룹(Ronnie Drew Ballad Group)'이었으나 루크 켈리가 들고 있던 제임스 조이스의 소설 《더블린 사람들》(Dubliners)의 이름에서 따 와서 더 더블리너스로 바뀌었다.

## 구성원
- 1962 - 1964: 로니 드루, 키어런 버크, 루크 켈리, 바니 매케나
- 1964 - 1965: 로니 드루, 키어런 버크, 바니 매케나, 보비 린치(Bobby Lynch, 1935 - 1982), 존 시헌(John Sheahan, 1939 - )
- 1965 - 1974: 로니 드루, 키어런 버크, 루크 켈리, 바니 매케나, 존 시헌
- 1974 - 1979: 루크 켈리, 바니 매케나, 존 시헌, 짐 매캔(Jim McCann, 1944 - )
- 1979 - 1982: 로니 드루, 루크 켈리, 바니 매케나, 존 시헌
- 1982 - 1984: 로니 드루, 루크 켈리, 바니 매케나, 존 시헌, 숀 캐넌(Sean Cannon, 1940 - )
- 1984 - 1988: 로니 드루, 바니 매케나, 존 시헌, 숀 캐넌
- 1988 - 1996: 로니 드루, 바니 매케나, 존 시헌, 숀 캐넌, 에이먼 캠벨(Eamonn Campbell, 1946 - )
- 1996 - 2005: 바니 매케나, 존 시헌, 숀 캐넌, 에이먼 캠벨, 패디 라일리(Paddy Reilly, 1939 - )
- 2005 - 2012: 바니 매케나, 존 시헌, 숀 캐넌, 에이먼 캠벨, 패치 워천(Patsy Watchorn, 1944 - )
- 2012: 존 시헌, 숀 캐넌, 에이먼 캠벨, 패치 워천-바니 매케나가 담당하고 있던 4현 테너밴조 포지션은 해체 때까지 공석으로 남았으며, 상황에 따라 제리 오코너(Gerry O'Connor) 또는 크리스티 셰리던(Christy Sheridan)이 게스트 뮤지션으로 출연하였다. 둘 모두 공식 멤버가 아니었다. 하지만 제리 오코너는 후속 그룹인 더 더블린 레전즈의 멤버이기는 하다.

| 이름        | 소개 |
| ----------- | --- |
| 로니 드루   | - 본명 : 조지프 로널드 드루 - 출생일 : 1934년 9월 16일 - 사망일 : 2008년 8월 16일 - 출생지 : 아일랜드 카운티 더블린 Dún Laoghaire - 포지션 : 메인보컬, 기타 - 활동 기간 : 1962~1974, 1979~1996   |
| 키어런 버크 | - 본명 : 키어런 버크 - 출생일 : 1935년 2월 18일 - 사망일 : 1988년 5월 10일 - 출생지 : 아일랜드 더블린 - 포지션 : 보컬, 기타, 틴 휘슬, 하모니카 - 활동 기간 : 1962~1974                           |
| 루크 켈리   | - 본명 : 루크 켈리 - 출생일 : 1940년 11월 17일 - 사망일 : 1984년 1월 30일 - 출생지 : 아일랜드 더블린 셰리프 거리 - 포지션 : 메인보컬, 밴조 - 활동 기간 : 1962~1964, 1965~1984                    |
| 바니 매케나 | - 본명: 버나드 노엘 매케나 - 출생일 : 1939년 12월 16일 - 사망일 : 2012년 4월 5일 - 출생지 : 아일랜드 카운티 더블린 도니카니 - 포지션 : 보컬, 테너 밴조, 만돌린, 멜로디언 - 활동 기간 : 1962~2012 |
| 존 시헌     | - 본명 : 존 시헌 - 출생일 : 1939년 5월 7일 - 출생지 : 아일랜드 더블린 - 포지션 : 서브보컬, 바이올린, 만돌린, 틴 휘슬, 콘서티나, (이따금) 기타 - 활동 기간 : 1964~2012                            |
| 보비 린치   | - 본명 : 로버트 린치 - 출생일 : 1935년 5월 18일 - 사망일: 1982년 10월 2일 - 출생지 : 아일랜드 - 포지션 : 메인보컬, 기타 - 활동 기간 : 1964~1965                                                  |
| 짐 매캔     | - 본명 : 제임스 매캔 - 출생일 : 1944년 10월 26일 - 출생지 : 아일랜드 더블린 - 포지션 : 메인보컬, 기타 - 활동 기간 : 1974~1977                                                                    |
| 숀 캐넌     | - 본명 : 숀 캐넌 - 출생일 : 1940년 11월 29일 - 출생지 : 아일랜드 골웨이 - 포지션 : 메인보컬, 기타 - 활동 기간 : 1982~2012                                                                        |
| 에이먼 캠벨 | - 본명 : 에이먼 캠벨 - 출생일 : 1946년 11월 29일 - 출생지 : 아일랜드 카운티 라우드 드로더 - 포지션 : 프로듀서, 서브보컬, 기타, 만돌린, 퍼큐션 - 활동 기간 : 1988~2012                            |
| 패디 레일리 | - 본명 : 패트릭 레일리 - 출생일 : 1939년 10월 18일 - 출생지 : 아일랜드 더블린 - 포지션 : 메인보컬, 기타 - 활동 기간 : 1996~2005                                                                  |
| 패치 워천   | - 본명 : 패트릭 워천 - 출생일 : 1944년 10월 16일 - 출생지 : 아일랜드 - 포지션 : 메인보컬, 밴조, 퍼큐션 - 활동 기간 : 2005~2012                                                                   |

## 음악적 경향
아일랜드 고전 포크송과 아일랜드 민족 감정을 자극하는 현대 포크송을 주로 불렀다. 특히 술과 관련된 고전 포크송들이 많다. <와일드 로버>(Wild Rover), <피네건스 웨이크>(Finnegan's Wake), <위스키 인 더 자>(Whiskey in the Jar), <마운틴 듀>(Mountain dew), <파팅 글래스>(Parting Glass), <라이징 어브 더 문>(Rising of the Moon), <로디 매컬리>(Roddy McCorley), <아이리시 로버>(Irish Rover), <포 그린 필즈>(Four Green Fields) 등을 불렀다.

## 역사
1962년에 술집에서 로니 드루, 루크 켈리, 바니 매케나, 키어런 버크 4명으로 조직되었다. 1964년에 1집을 내었지만, 그 해에 루크 켈리는 탈퇴하고, 보비 린치와 존 시헌이 가입했다. 보비 린치는 1년 뒤 탈퇴하고 루크 켈리가 복귀했으나, 존 시헌은 그룹에 남았다. 존 시헌은 바이올린을 전공을 했는데, 멤버들 가운데 유일하게 음악 전공이다. 이후 1974년까지 로니, 루크, 바니, 키어런, 존 5인조로 활동했는데, 이것이 더 더블리너스의 가장 핵심이 되는 동시에, 사실상 1기 멤버로 간주되는 라인업이다.
1974년에 키어런 버크는 뇌졸중으로 쓰러져 반신 마비가 되었다. 같은 해에 로니 드루는 그룹을 탈퇴했다. 더 더블리너스의 기타 라인은 붕괴되었고, 기타리스트 짐 매캔이 긴급 수혈되었다. 짐 매캔은 로니 드루가 복귀하던 1979년까지 더 더블리너스와 함께 공연을 했다. 1979년에 로니 드루는 복귀했지만, 계속 4인조 체제로 운영되었다. 그것은 키어런 버크가 죽지 않고 살아 있기 때문에 몸이 아파서 활동은 하지 못해도 멤버로 간주한 것이다. 또한, 골동품 딜러 일을 하고 있던 키어런 버크는 더 더블리너스의 매출을 나누어 받았다.
1980년 루크 켈리는 코크에서 공연 도중에 쓰러졌다. 뇌종양으로 진단을 받았지만, 수술 이후에도 계속 함께 활동을 하였다. 한편 루크 켈리는 건강이 악화되면서 공연을 빠지는 경우가 많이 생겼고, 1982년에는 루크 켈리의 대타 숀 캐넌이 합류하였다. 1984년 1월에 루크 켈리는 뇌종양으로 세상을 떠났고, 숀 캐넌이 공식적으로 루크 켈리의 자리를 채웠다.
1987년에 25주년 행사를 개최했는데, 아일랜드계 잉글랜드 록 밴드인 포그스(The Pogues)와 함께 앨범을 냈다. 이 때 유명 기타리스트 에이먼 캠벨(Eamonn Campbell, 1946~)이 프로듀서 겸 기타리스트로 더블리너스 앨범 작업에 참여하였다. 1988년에 키어런 버크가 세상을 떠났고, 더 더블리너스는 에이먼 캠벨을 공식 멤버로 영입해 다시 공식적으로 5인조로 활동하게 되었다. 1996년에는 로니 드루가 그룹을 탈퇴하였고, 로니 드루의 자리는 더 더블리너스와 인연이 있는 솔로 가수 패디 레일리가 차지하였다. 2002년 40주년 기념 행사를 개최하였으며, 이 때에는 탈퇴 멤버인 로니 드루와 짐 매캔도 동참하였다. 2005년에 패디 레일리가 미국으로 이사를 가면서, 이전에 더블린 시티 램블러스(Dublin City Ramblers) 멤버였다가 1995년에 탈퇴한 패치 워천이 더 더블리너스에 합류하였다.
2012년 4월 5일 그룹에 남아 있던 마지막 오리지널 멤버인 바니 매케나가 세상을 떠났다. 이후 매케나가 담당하고 있던 포지션은 공석으로 두었으며, 4현 테너밴조 연주자인 제리 오코너 또는 크리스티 셰리던이 그 자리를 임시로 채우고 있었다. 두 사람 모두 공식 멤버는 아니었다. 바니 매케나의 사망을 계기로 존 시헌이 2012년 12월 말의 마지막 공연을 끝으로 은퇴하겠다는 의사를 밝혔다. 2012년 12월 30일 마지막 공연을 끝으로 더 더블리너스는 해산되었으나, 나머지 멤버들은 제리 오코너를 공식 멤버로 영입하여 4인조로 2013년에도 활동하겠다는 의사를 밝혔다. 숀 캐넌도 70세를 넘겼으나 아직까지 은퇴 의사는 밝히고 있지 않으며 2013년에는 나머지 멤버들인 숀 캐넌, 패치 워천, 에이먼 캠벨과 제리 오코너가 함께 공연을 할 계획이라고 한다. 이 4인조 그룹의 이름은 '더블리너스의 정신' (The Spirit of the Dubliners), 또는 그냥 멤버들의 성씨를 나열해서 '캐넌, 캠벨, 워천 앤 오코너' (약자 CCWO) 라 부르려 했으나, 결국에는 '더 더블린 레전즈'(The Dublin Legends)로 확정되었다. 한편 존 시헌의 대타로는 바이올린 연주자 데지 도넬리(Dezi Donelly)가 합류하였다.

## 디스코그래피
- 1964 The Dubliners
- 1965 In Concert (Live)
- 1966 Finnegan Wakes (Live)
- 1967 A Drop of the Hard Stuff
- 1967 More of the Hard Stuff
- 1968 Drinkin' and Courtin'
- 1968 At It Again
- 1969 Live at the Albert Hall (Live)
- 1969 At Home with The Dubliners
- 1970 Revolution
- 1972 Hometown! (Live)
- 1972 Double Dubliners
- 1973 Plain and Simple
- 1974 Live (Live)
- 1975 Now
- 1976 A Parcel of Rogues
- 1977 Live at Montreux (Live)
- 1977 15 Years On
- 1979 Together Again
- 1983 21 Years On (Live)
- 1983 Prodigal Sons
- 1985 Live in Carré (Live)
- 1987 25 Years Celebration
- 1988 The Dubliner's Dublin
- 1992 30 Years A-Greying
- 1996 Further Along
- 1997 Alive Alive-O (Live)
- 2002 40 Years (features old and new songs)
- 2002 Live from the Gaiety (Live)
- 2006 Live At Vicar Street (Live)
- 2009 A Time to Remember (Live)